# Hayato Nakamura
Hayato Nakamura (中村 隼 Nakamura Hayato?), född 18 november 1991 i Saitama prefektur, är en japansk fotbollsspelare.
Nakamura började sin karriär 2010 i Montedio Yamagata. 2014 blev han utlånad till V-Varen Nagasaki. Han gick tillbaka till Montedio Yamagata 2015. Han avslutade karriären 2016.